# بماتوبروست
بماتوبروست (بالإنجليزية: Bimatoprost)‏ هو دواء يُستعمل في علاج:
- ماء أزرق[8]

## دوره
يلعب هذا الدواء دورًا في علاج الأمراض كونه:
- خافضات ضغط الدم